# Arnold Shore
Arnold Joseph Victor Shore , né le 5 mai 1897 à Windsor et mort le 22 mai 1963 à Melbourne, est un peintre, enseignant et critique australien.

## Biographie
Arnold Shore est le plus jeune des sept enfants de John Shore, un carrossier, et de son épouse Harriett Sarah, née McDonough. Il quitte la Prahran West State School à l'âge de 12 ans et, avec l'aide de son frère, entre en apprentissage chez Brooks, Robinson & Co. Ltd, North Melbourne, concepteurs et fabricants de vitraux. Rapidement, son talent artistique étant reconnu, il devient designer et y travaille pendant plus de vingt ans, subvenant aux besoins de sa mère veuve.
C'est là qu'il se lie d'amitié avec un collègue de travail, l'artiste William Frater. Ensemble, ils sont reconnus comme étant parmi les premiers à expérimenter le modernisme à Melbourne,.
En 1938, après la mort de sa mère, il vend la maison familiale à Windsor et s'installe à Mount Macedon, où il peint le paysage environnant.
Après une longue relation avec une femme plus âgée et le deuil de celle-ci, il épouse Agnes Vivien Scott en 1950 et le couple déménage dans la banlieue de Hawthorn.

### Formation
À partir de 1912, Arnold Shore étudie auprès de Frederick McCubbin en cours du soir à la Victorian National Gallery School jusqu'en 1917, et rejoint cette année-là la Victorian Artists' Society, qu'il quitte l'année suivante en accord avec Max Meldrum, auprès de qui il s'est également formé.

### Artiste
Dans les années 1950, il revient au VAS et en devient le président de 1958 à 1961. Après la fermeture de l'école de Meldrum en 1923, Shore rejoint les Twenty Melbourne Painters et expose avec eux pendant de nombreuses années. À partir de 1924, il abandonne le tonalisme de Meldrum et, bien qu'il n'ait jamais quitté l'Australie et qu'il ne les connaisse que par des reproductions, il adopte le post-impressionnisme et les styles des artistes européens contemporains,. Il expose, en solo, à l'Atheneum, l'une des premières expositions d'art moderne de la ville. En 1932, il est un des membres fondateurs du Contemporary Art Group, avec A. E. Alsop, Rupert Bunny, George Bell, Ian Fairweather, William Frater, Daryl Lindsay, Ada May Plante, Evelyn Syme, CS Powers, Isobel Tweddle et Eric Thake, précurseur de la Contemporary Art Society de Melbourne. Il rejoint le Groupe lors de trois expositions annuelles, deux à Melbourne et une à Sydney. En 1937, il présente sa deuxième exposition personnelle aux Macquarie Galleries de Sydney, qui remporte un succès critique et commercial. Ses œuvres sont achetées par le colonel Aubrey Gibson, dont la collection est exposée à la National Gallery of Victoria en 1969,.

### Éducateur
En 1932, il fonde avec George Bell l'école Bell-Shore dans un atelier situé à l'étage, à l'angle des rues Bourke et Queen, à Melbourne, où ils enseignent la peinture moderne, Arnold Shore gérant seul l'école lorsque Bell voyage à l'étranger. Après le retour de Bell, des désaccords les poussent à se séparer. Arnold Shore devient membre fondateur et expose avec l'organisation anti-moderniste de Robert Menzies, l' Académie australienne des arts tandis que Bell s'oppose farouchement à son conservatisme et  créé par opposition la Contemporary Art Society, pour encourager le modernisme. En 1947, Arnold Shore s'installe à Sydney, mais l'année suivante il retourne à Melbourne où il est employé comme guide conférencier, présentant aux visiteurs la collection de la National Gallery of Victoria jusqu'en 1957.

### Critique d'art
Arnold Shore est critique d'art pour The Sun News-Pictorial de Melbourne, remplaçant le critique habituel, George Bell, de 1934 à 1935, à l' Argus de 1949 à 1958 , et à The Age en 1950 de 1957 à 1963 . Il est juge en 1950 pour le concours annuel de la Geelong Art Gallery pour le prix McPhillimy pour une peinture à l'huile, un prix qu'il avait lui-même remporté en 1938 . Il écrit deux livres ; une brève autobiographie ; et une monographie sur Tom Roberts, qui est publiée à titre posthume en 1964 par l'Oxford University Press.

## Style et réception
Arnold Shore peint dans un style post-impressionniste spontané pour représenter le bush australien, des natures mortes et quelques portraits. McCulloch identifie une « fraîcheur de couleur, d'atmosphère et de lumière et la texture luxuriante d'une peinture grossièrement appliquée » comme caractéristique de son travail, qui figure en bonne place dans l'exposition Classical Modernism: The George Bell Circle, à la National Gallery of Victoria en 1992. Patrick McCaughey considère Arnold Shore comme un pionnier du modernisme australien et l'un des « post-impressionnistes des années vingt et trente », avec William Frater, George Bell et Adrian Lawlor, qui  « redécouvre » l'« élan du moderne »,. Dans sa monographie, Robert Haysom démontre l'influence de Van Gogh sur Shore.

## Expositions
- 1940, 7–21 août : Arnold Shore, paysages et natures mortes, exposition inaugurée par Russell Grimwade, Velasquez Gallery[19],[20].
- 1943, à partir du 1er décembre ; Inclusion dans une exposition collective de quatre-vingt-onze peintures et gravures avec Allan Jordan, Max Meldrum, John Rowell, Jas. Quinn, John Farmer, Mary Hurry, Dora Serle, Margaret Pestell, Dora Wilson, Isabel Tweddle, Aileen Dent, Murray Griffin, Geo. Colville et Victor Cog. Bibliothèque Hawthorn[21].
- 1945 : Première exposition annuelle des artistes E. Alsop, Wallace Anderson, Clothilde Atyeo, AME Bale, E. Monette Baxter, Tom Bell, Josl Bergner, Arthur Boyd, Ian Bow, Lina Bryans, Nutter Buzacott, Victor E. Cobb, Valerie Cohen, Yvonne F. Cohen, W. Coleman, Elizabeth Colquhoun, F. Lawrence Coles, Noel Counihan, Sybil Craig, Peggy Crombie, Mabel Crump, Aileen Dent, Max Dimmack, Ailsa Donaldson, Ambrose Dyson, Esme Farmer, John Farmer, Alma Figuerola, Burton Fox, Madge Freeman, William Frater, Grace Gardiner, Ina Gregory, Nornie Gude, W. G. Gulliver, Michael Hall, John Heath, Edward Heffernan, Roy Opie, Betty Paterson, Esther Paterson, John Perceval, Français A. Plante, Muriel Pornett, James Quinn, M. Rankin, Jack Sampson, Dora Serle, Bruno Simon, David Sing, Colvin L. Smith, J. T. Smith, W. Spence, N. F. Suhr, Jean P. Sutherland, Jo Sweatman, E. W. Syme, Arnold Shore, Stephanie Taylor, George H. Tichauer, Louise Thomas, Violet Teague, Francis Roy Thompson[note 1], Rollo Thomson, Albert Tucker, Kit Turner, Danila Vassilieff, J. Wentcher, Tina Wentcher, James V. Wigley, Nora Wilkie, Dora L. Wilson, Noel Wood, Marjorie Woolcock, Joan Yonge, Marguerite Mahood. Galerie Velasquez.

## Récompenses
- 1937 : Prix Herald du tableau de l'année (partagé avec Longstaff), Athenaeum Gallery[22]
- Prix Crouch 1938 [22]
- 1939 : Prix McPhillimy, Geelong[22]
- 1961 : médaille d'honneur, Victorian Artists Society, « pour services distingués rendus à l'art en tant qu'artiste, critique, enseignant et conférencier-guide »[22],[23].

## Collections
- Galerie nationale d'Australie[24]
- Galerie d'art de la Nouvelle-Galles du Sud[25]
- Galerie d'art d'Australie du Sud[26]
- Galerie d'art d'Australie occidentale[27]
- Galerie nationale de Victoria[28]
- Galerie d'art du Queensland[29]
- Musée et galerie d'art de Tasmanie
- Galerie d'art de Ballarat
- Galerie d'art de Bendigo
- Musée d'art de Castlemaine[30].

## Publications
- (en) Arnold Shore, 40 years: seek and find, Melbourne, publisher not identified, 1950 (OCLC 220392720, lire en ligne)
- (en) Arnold Shore, Tom Roberts., Melbourne; New York, Oxford University Press, 1964 (OCLC 894934650, lire en ligne)